# Viola cuspidifolia
Viola cuspidifolia W.Becker – gatunek roślin z rodziny fiołkowatych (Violaceae). Występuje naturalnie w Chinach – w zachodnim Hubei i Hunanie. 

## Morfologia
PokrójBylina dorastająca do 35 cm wysokości, tworzy kłącza.
LiścieBlaszka liściowa ma kształt od eliptycznego do owalnie lancetowatego. Mierzy 1–9 cm długości oraz 1–3,5 cm szerokości, jest karbowana lub piłkowana na brzegu, ma nasadę od sercowatej do klinowej i ostry wierzchołek. Ogonek liściowy jest owłosiony i ma 0,6–10 cm długości. Przylistki są równowąsko lancetowate i osiągają 7–11 mm długości.
KwiatyPojedyncze, wyrastające z kątów pędów. Mają działki kielicha o trójkątnym lub równowąsko lancetowatym kształcie i dorastające do 4–6 mm długości. Płatki są odwrotnie jajowate lub lancetowate i mają białą lub purpurową barwę, dolny płatek jest odwrotnie jajowaty, posiada obłą ostrogę o długości 1-4 mm.
OwoceTorebki mierzące 6-10 mm długości, o podługowatym lub kulistym kształcie.

## Biologia i ekologia
Rośnie na łąkach i skarpach. 